# Seznam ameriških geofizikov
Seznam ameriških geofizikov.

## A
- Walter Alvarez
- John G. Anderson

## B
- Charles Raymond Bentley
- Wallace S. Broecker

## C
- Thomas Chrowder Chamberlin

## D
- T. Neil Davis
- Arthur L. Day
- Robert Sinclair Dietz

## E
- Maurice Ewing

## H
- Steve Haggerty
- Isaac Held (1948) (meteorolog)
- Harry Hammond Hess
- Marion King Hubbert

## K
- Leon Knopoff

## M
- H. Jay Melosh
- W. Jason Morgan

## P
- Frank Press

## V
- Ernest Harry Vestine

## W
- J. Lamar Worzel